# Eudejeania subalpina
Eudejeania subalpina är en tvåvingeart som beskrevs av Townsend 1912. Eudejeania subalpina ingår i släktet Eudejeania och familjen parasitflugor.
Artens utbredningsområde är Peru. Inga underarter finns listade i Catalogue of Life.